# Paul Collet (schrijver)
Paul Collet (pseudoniem Maxim Kröjer) (Mechelen, 11 maart 1901 - Sint-Truiden, 28 maart 1979) was een toneelauteur en -criticus.

## Leven
Collet, alias Maxim Kröjer, ging na zijn studie aan de Normaalschool in het onderwijs. Na zich te vestigen in Antwerpen schreef hij zijn eerste toneelstukken met een expressionistische stijl, zoals De man die zichzelf verloren heeft, in 1921. Naast theaterstukken schrijven, werkte hij ook als theatertheoreticus mee aan allerlei publicaties, gaf hier en daar voordrachten en verzamelde een collectie aan werken op toneelgebied. Collet schreef mee aan rubrieken over toneel in Nieuw Vlaanderen, Het Handelsblad, De Standaard en Toneelgids. Daarnaast werkte hij ook mee aan de Winkler Prins Encyclopedie, de Standaard Encyclopedie en de Encyclopedie der Wereldliteratuur. Verder schreef hij nog studies over Georg Kaiser, Anton Tsjechov en Ballets Russes. Daarnaast schreef hij nog een roman en een novelle. Collet was als jonge auteur ook de schrijver van Het Wonder dat in 1929 werd opgevoerd tijdens de zevende Landjuweelwedstrijd in Borgerhout. Zijn opera De Mannen van Smeerop met muziek van Willem Pelemans werd in 1963 onder regie van Edward Deleu gespeeld in de  Vlaamse Opera. Zijn studies van toneel handelde over het Duitse theater zoals "Duits Toneel van Meiniger tot aan het Expressionisme" en "Het modern toneelbeeld in Duitsland". Echter waren zijn studies niet beperkt tot het Duitse theater, hij schreef ook over het Franse theater in "Franse Toneelprofielen", en maakte studies over het Japanse en Chinese toneel. Verder zijn er van hem nog essays verschenen over het Engelse toneel gedurende de Renaissance en een studie over de Commedia dell'arte. In 1959 bracht hij een toneelencyclopedie uit onder de titel Theater A-Z, wat het resultaat was van zijn jarenlang catalogeren en researchwerk in het toneel. Vijf jaar later, in 1964, bracht hij Gesprekken onder de schemerlamp uit, een boekje met theaterbeschouwingen in de vorm van dialogen.

## Werken
Een aantal van zijn werken zijn:
- 40 jaar sowjet-theater, Antwerpen, 1963
- Anton Tsjechov, Brugge, 1960
- Anton Tsjechov : de dramaturg
- De ballets russes, Antwerpen, 1961
- Binnen den poolcirkel: een bedrijf, Kortrijk, 1932
- Het Chineesch tooneel, Antwerpen, 1946
- De commedia dell'arte, Antwerpen, 1943
- De dubbele dood: fantastisch spel in zes tafereelen, Antwerpen, 1935
- De duistere kamer, Berchem, 1928
- Het expressionistisch tooneel in Duitschland : algemeen overzicht, Antwerpen, 1938
- François de Curel, Berchem, 1941
- Fransche tooneelprofielen, Berchem, 1939
- Gesprekken onder de schemerlamp, Hasselt, 1964
- Homunculus, Berchem, 1929
- De invloed van Richard Wagner op het idealistisch toneel in Frankrijk, Antwerpen, 1962
- Het Japansch tooneel, Oude-God, 1944
- De man die zich-zelf verloren heeft...: grotesk poppen-spel voor levende spelers in acht tafreelen, Antwerpen, 1926
- De man uit Salzbur, Alkmaar, 1930
- Het moderne tooneelbeeld in Duitschland, Antwerpen, 1938
- Het nationaal-socialistisch tooneel, Antwerpen, 1940
- De nieuwe zakelijkheid in het Duitsche tooneel, Antwerpen, 1938
- Over de meeuw
- De psychologie van het moderne drama: een kritische studie, Antwerpen
- Puin: toneelspel in drie bedrijven, Antwerpen, 1973
- Puriteintje : tooneelspel in vier bedrijven, Kortrijk, 1931
- Regen, Antwerpen, 1930
- Rosamunde, of : Menschen onder hypnose : comedie in vier bedrijven, Antwerpen, 1928
- De schoolmeester van Vlaanderen, Brussel, 1943
- De smart van de keizer: een spel in Chinese trant naar gegevens uit de Yuan-dynastie (1280-1368), Antwerpen, 1957
- De Sturm und Drang in het Engels drama gedurende de renaissance, Antwerpen, 1949
- Theater A-Z, Antwerpen, 1959
- De toneeluitwisseling tussen Belgische en Nederlandse amateurs: seizoen 1960-1961, Utrecht, 1960
- Het tooneel in Duitschland van de Meininger tot aan de expressionisten, Antwerpen, 1937
- Veertig jaar Sowjet-theater, Antwerpen, 1963
- De verdwenen "kindermoord", Willebroek
- Het wonder : een spel van schijn en wezen in vijf tafreelen, Antwerpen, 1927

## Prijzen
- 1964: Provinciale Prijs van de provincie Antwerpen voor De voorbijganger.[1]
- 1972: Provinciale Prijs van de provincie Antwerpen voor zijn gezamenlijk oeuvre.[1][5]